# Източен Дорсет (община)
Община Източен Дорсет (на английски: West Dorset District) е една от осемте административни единици в област (графство) Дорсет, регион Югозападна Англия. Населението на общината към 2010 година е 87 828 жители разпределени в множество селища на територия от 354.40 квадратни километра. Административен център е град Уимборн Минстър.

## География
Община Източен Дорсет, както говори името ѝ, е разположена в източната част на графството, северно от силно урбанизираната агломерация Борнмът-Пул. На изток се намира границата с графство Хампшър, а на север границата с Уилтшър.
По-големи населени места на територията на общината:
| град / село     | на английски     | население (2010) |
| --------------- | ---------------- | ---------------- |
| Уимборн Минстър | Wimborne Minster | 6710             |
| Фърндаун        | Ferndown         | 17 800           |
| Въруд           | Verwood          | 14 930           |
| Корф Мълън      | Corfe Mullen     | 10 147           |
| Уест Мурс       | West Moors       | 7400             |
| Сейнт Айвс      | St Ives          | 6672             |